# Le Deuxième Homme (film, 1963)
Pour les articles homonymes, voir Le Deuxième Homme.
Pour plus de détails, voir Fiche technique et Distribution.
Le Deuxième Homme (The Running Man) est un film britannique de Carol Reed, sorti en 1963.

## Synopsis
Sans le sou et avec une dent contre les compagnies d’assurance, Rex Black simule sa mort et il retrouve sa femme et l’argent à Malaga, où les choses semblent s’être calmées. Mais quand l’enquêteur des assurances surgit, c’est un jeu du chat et de la souris qui commence. 

## Fiche technique
- Titre : Le Deuxième Homme
- Titre original : The Running Man
- Réalisation : Carol Reed
- Scénario : John Mortimer, d'après le roman de Shelley Smith, The Ballad of the Running Man
- Production : Carol Reed et John R. Sloan (en), pour Peet Productions
- Musique : William Alwyn
- Photographie : Robert Krasker
- Montage : Bert Bates
- Décors : John Stoll
- Pays d'origine : Royaume-Uni
- Langues : anglais
- Format : Couleur (Eastmancolor) - 2,35:1 - Mono
- Genre : Filme dramatique
- Durée : 103 minutes
- Dates de sortie :
  - mai 1963 Royaume-Uni
  - septembre 1963  Autriche
  - 13 septembre 1963  Allemagne de l'Ouest
  - octobre 1963  États-Unis
  - 2 octobre 1963  États-Unis (New York)
  - 23 octobre 1963 Suède
  - 22 novembre 1963 Finlande
  - 15 mai 1964 Irlande
  - 18 mai 1964 Danemark
  - 30 juillet 1964 Mexique
  - 10 mai 1965 Espagne (Madrid)
  - Avril 1967 Turquie

## Distribution
- Laurence Harvey : Rex Black
- Lee Remick : Stella Black
- Alan Bates : Stephen
- Felix Aylmer : Parson
- Eleanor Summerfield : Hilda Tanner
- Allan Cuthbertson : Jenkins
- Harold Goldblatt (en) : Tom Webster
- Noel Purcell : Miles Bleeker
- Ramsay Ames : Madge Penderby
- Fernando Rey : policier
- Eddie Byrne : Sam Crewdson
- Roger Delgado : le docteur espagnol

## Récompenses et distinctions
- Nommé pour le prix de la BAFTA 1964 pour la meilleure photographie couleur, R. Krasker.